# Christuskirche (Warendorf)

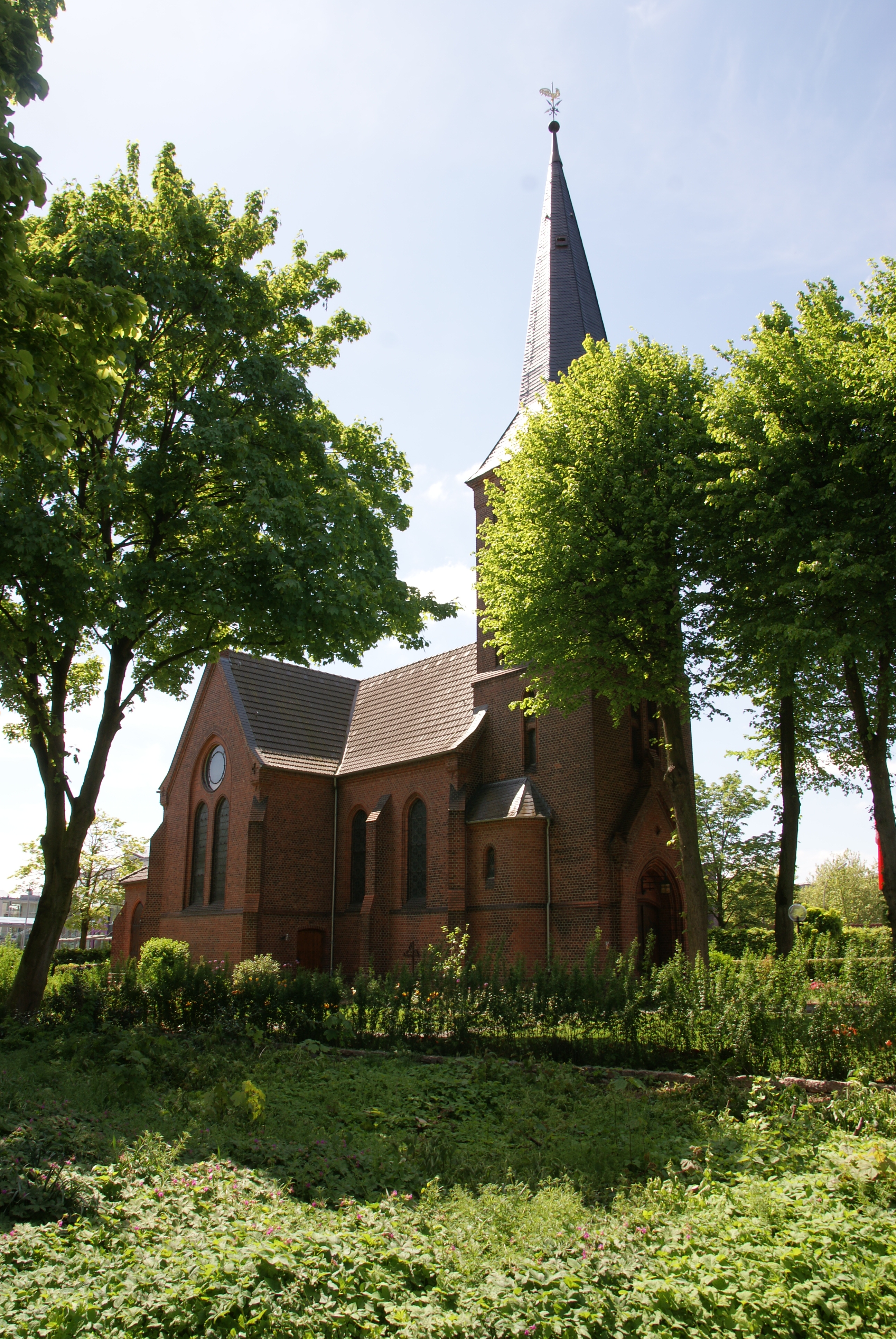
Christuskirche Warendorf

Die Christuskirche (im Volksmund auch evangelische Kirche genannt) ist das älteste Kirchengebäude der evangelischen Kirche in Warendorf und eine der ältesten evangelischen Kirchen im Münsterland.

## Geschichte
Die Kirche wurde nach Plänen des Architekten Karl Siebold (Bethel) errichtet und am 6. Juli 1899 eingeweiht. Den Namen Christuskirche erhielt sie 1949.
Die Geschichte der evangelischen Gemeinde reicht zurück bis zur Gründung des Preußischen Landgestüts. Einhergehend damit bildete sich in Warendorf eine evangelische Gemeinde, der zunächst die Marienfelder Kapelle neben dem Franziskanerkloster als Gotteshaus zur Verfügung stand. Die Kapelle war bald zu klein, so dass die Gemeinde im Laufe des 19. Jahrhunderts zahlreiche, aber erfolglose Versuche unternahm, einen angemessenen Kirchenraum zu bauen. Ende des 19. Jahrhunderts ergab sich ein Kompromiss: Die Christuskirche wurde außerhalb des Promenadenrings errichtet, konnte allerdings auf dem vorhandenen Grundstück nicht geostet werden; vielmehr zeigt sie nach Süden.
Das Kirchgrundstück wurde mit einer Mauer umgeben und zu einem Kirchgarten angelegt; eine Lindenallee führt auf das Portal zu. 

## Gebäude
Der Backsteinbau wurde im damals so genannten „mittelalterlichen Styl“  mit spitzbogigen Fenstern und Gewölbe errichtet.
Die Kirche ist eine Saalkirche; sie hat keine Seiten-, dafür aber zwei Querschiffe, die dazu dienen, dass um die Kanzel herum möglichst viele Sitzplätze aufgestellt werden können. Nach dem Zweiten Weltkrieg wurden aus Platzmangel Emporen eingebaut, mit denen die Idee des Architekten von einer „dehnbaren Kirche“ realisiert wurde. Grundlegend für den Kirchenbau war das Eisenacher Regulativ von 1862, welches Regeln für den Bau lutherischer Kirchenräume vorgab.

## Orgel
Die Orgel der Christuskirche geht zurück auf ein Instrument, das im Jahre 1900 von dem Orgelbauer Klassmeier erbaut wurde. Das heutige Orgelwerk wurde 1978 von dem Orgelbauer Paul Ott (Göttingen) geschaffen und in das historische Gehäuse eingefügt. 2007 wurde ein Register ausgetauscht und das Instrument von Orgelbau Karl Schuke überarbeitet und neu intoniert. Das Instrument hat 14 Register auf zwei Manualwerken und Pedal.
| I Hauptwerk C–g3 |                 |    |
| 1.               | Rohrflöte       | 8′ |
| 2.               | Prinzipal       | 4′ |
| 3.               | Schwiegel       | 2′ |
| 4.               | Mixtur III–IV 0 |    |
| 5.               | Trompete        | 8′ |

| II Brustwerk C–g3 |              |       |
| 06.               | Gedackt      | 8′    |
| 07.               | Salicional   | 8′    |
| 08.               | Spillgedackt | 4′    |
| 09.               | Prinzipal    | 2′    |
| 10.               | Nasat        | 1 ⁄3′ |
| 11.               | Krummhorn    | 8′    |
|                   | Tremulant 0  |       |

| Pedalwerk C–f1 |              |     |
| 12.            | Subbass      | 16′ |
| 13.            | Oktavflöte   | 8′  |
| 14.            | Choralbass 0 | 4′  |

- Koppeln: II/I, I/P, II/P
- Anmerkungen:

1. ↑  In der tiefen auf einer pneumatisch angesteuerten Extra-Lade und spanisch gekröpft. Vormals Oktav 1'.
2. ↑  Spillgedackt (von Spill = Spindel) ist ein von Orgelbau Ott gelegentlich gebautes Gedackt-Register mit zylindrischem Pfeifenkörper und konischem, geschlossenem Aufsatz, durch dessen Verschieben die Pfeifen gestimmt werden können; vgl. Roland Eberlein: Orgelregister, ihre Namen und ihre Geschichte. 3. Aufl. Köln 2016, S. 618.
3. ↑  Der Tremulant wirkt auf beide Manualwerke.